# Apocaulus
Apocaulus is een kevergeslacht uit de familie van de boktorren (Cerambycidae). De wetenschappelijke naam van het geslacht werd voor het eerst geldig gepubliceerd in 1977 door Quentin & Villiers.

## Soorten
Apocaulus omvat de volgende soorten:
- Apocaulus abyssinicus Bjørnstad & Jiroux, 2010
- Apocaulus colmanti (Lameere, 1912)
- Apocaulus dargei Quentin & Villiers, 1977
- Apocaulus foveiceps (Harold, 1878)
- Apocaulus schenklingi (Lameere, 1912)